# Assia Touati
Pour les articles homonymes, voir Touati.
Assia Touati, née le 23 avril 1995 à Sarreguemines, est une nageuse française. 

## Biographie
Elle démarre la natation à l'âge de 8 ans dans la piscine de Sarralbe. Très tôt elle créer un lien particulier avec l'eau et ne quittera plus les bassins de compétitions.
Pour évoluer davantage dans son sport, Assia intégrera le collège sport étude Fulrad à Sarreguemines. Elle évoluera dans le club du CN Sarreguemines jusqu'en 2014.
Elle obtient deux médailles d'or aux Championnats d'Europe juniors de natation 2011 à Belgrade, en relais 4 × 100 m nage libre et en relais 4 × 200 m nage libre.
C'est à l'âge de 19 ans qu'elle décide de quitter le nord de la France pour Toulouse.
Assia Touati s'entraîne à partir de la saison 2014/2015 aux Dauphins du TOEC.
Aux Championnats de France de natation 2017 à Schiltigheim, elle fait partie du relais des Dauphins du TOEC sacré champion de France du 4 × 200 mètres nage libre. Aux Jeux méditerranéens de 2018 à Tarragone, elle est médaillée d'argent du relais 4 × 100 m nage libre et du 4 × 200 m nage libre.
Elle devient championne d'Europe en 2018 lors des Championnats d'Europe de natation 2018 à Glasgow.
Elle est vice-championne de France du 200 mètres nage libre en 2020 à Saint-Raphaël.
Lors des Championnats d'Europe de Budapest  en 2021, elle remporte la médaille de bronze au relais 4 × 100 m nage libre et réalise le record de France avec ses compatriotes lors du relais 4 × 100 m 4 nages mixte.
Elle devient à nouveau vice championne de France du 200 nage libre en 2021 lors des championnats de France et elle y décrochera par la même occasion sa qualification aux Jeux Olympiques de Tokyo.
Lors de ces Jeux olympiques, elle participe à la finale du 4 × 200 m nage libre avec l'équipe de France qui termine 8e.
Elle est médaillée d'argent du relais 4 × 100 mètres nage libre aux Jeux méditerranéens de 2022 à Oran.